# Arthur Rubinstein
Arthur Rubinstein (nato Artur Rubinstein; Łódź, 28 gennaio 1887 – Ginevra, 20 dicembre 1982) è stato un pianista polacco naturalizzato statunitense.
Fu uno dei massimi pianisti del XX secolo e uno dei più grandi interpreti della musica di Fryderyk Chopin. La sua carriera durò quasi otto decenni ed eseguì più di 200 registrazioni, il suo vasto repertorio comprese autori dal XVIII al XX secolo, da Mozart a Stravinskij.

## Biografia

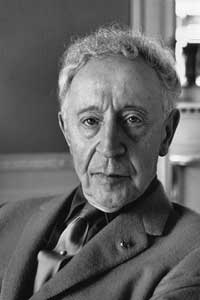
Arthur Rubinstein fotografato da Erling Mandelmann nel 1963

Rubinstein nacque a Łódź in Polonia da una famiglia ebraica. Studiò a Varsavia, proseguendo i suoi studi a Berlino su consiglio del celebre violinista Joseph Joachim; ebbe come maestro Karl Heinrich Barth e perfezionò la propria tecnica con il compositore Ignacy Paderewski.
Nel 1892 conobbe il bambino prodigio Bronisław Huberman, violinista, di cui divenne amico e lo restò per tutta la vita fino alla sua morte.
Debuttò come concertista a Berlino nel 1900 e, in seguito, fece altre apparizioni in Germania e in Polonia. Nel 1904 si recò a Parigi, dove incontrò i compositori Ravel, Dukas, Saint-Saëns e il violinista Jacques Thibaud.
Rubinstein debuttò a New York alla Carnegie Hall nel 1906, per poi estendere il tour al resto degli Stati Uniti, oltreché all'Austria, all'Italia e alla Russia. Nel 1912 si esibì per la prima volta anche a Londra.
Durante la prima guerra mondiale Rubinstein visse prevalentemente a Londra, accompagnando il violinista Eugène Ysaÿe. Dal 1916 al 1917, suonò in Spagna e nel Sud America, sviluppando un grande entusiasmo per la musica di Granados, Albéniz, Heitor Villa-Lobos e de Falla.
Nell'agosto 1921 Stravinskij elaborò per pianoforte i Trois mouvements de Petruška, scrivendoli per Rubinstein nella speranza di indurlo a suonare anche musica contemporanea. Già nel 1919 il compositore aveva scritto e dedicato al pianista Piano-Rag-Music, ma Rubinstein non incluse mai il brano nel suo repertorio.
Nel 1934 iniziò un periodo di assenza dai concerti che durò alcuni anni, per lavorare su tecnica e repertorio, ritornando nelle sale da concerto nel 1937.
Rubinstein trascorse il periodo della seconda guerra mondiale negli Stati Uniti, paese del quale ottenne la cittadinanza nel 1946. Dopo le vicende belliche, rifiutò di esibirsi nelle due Germanie per rispetto delle vittime dell'Olocausto.
Nel 1949, assieme a Jascha Heifetz e Pjatigorskij, fu tra i firmatari di una lettera di protesta con cui si voleva impedire un concerto sinfonico di Wilhelm Furtwängler, accusato di aver avuto rapporti non chiari con il regime nazista; l'esibizione era programmata per quello stesso anno a Chicago.
Continuò a esibirsi in concerti sino al 1976, quando dovette abbandonare le apparizioni pubbliche a causa del grave deterioramento della vista. Il suo ultimo concerto, a 89 anni, fu, nel mese di maggio 1976, alla Wigmore Hall di Londra. Morì a Ginevra nel 1982 all'età di novantacinque anni. Le sue ceneri sono state traslate in Israele.
Sebbene la sua notorietà internazionale sia prevalentemente legata al repertorio da solista, Rubinstein è stato anche un ottimo interprete della musica da camera, insieme a Szeryng, Heifetz, Pjatigorskij e al Quartetto Guarneri. Oltre a Chopin, egli registrò, tra le altre, interpretazioni di Beethoven, Brahms, Schubert, Schumann, Dvořák, Isaac Albéniz, Bach, Debussy, Manuel de Falla, Fauré, Mendelssohn, Franck, Enrique Granados, Grieg, Maurice Ravel.
Non fu parente del pianista russo Anton Rubinstein, sebbene sia stato talvolta confuso con lui.

## DVD & BLU-RAY parziale
- Chopin Grieg Saint-Saëns, Conc. pf./Conc. pf. n. 2/Conc. pf. n. 2 - Rubinstein/Previn/LSO, 1975/1977 Deutsche Grammophon
- Rubinstein, In concerto (Amsterdam 1973) - Rubinstein/Haitink/CGO, Deutsche Grammophon (5.1 DTS Surround Sound)

## Discografia parziale
- Schubert, The Piano Trios - Op. 99 In B-Flat • Op. 100 In E-Flat - Rubinstein/Szeryng/Fournier, 1975 RCA Red Seal - Grammy Award for Best Chamber Music Performance 1976
- Brahms Schumann, The Three Trios/Trio in D Minor - Rubinstein/Szeryng/Fournier, RCA Red Seal - Grammy Award for Best Chamber Music Performance 1975
- Rubinstein Collection Vol 71 Brahms, Concerto No 2 - Philadelphia Orchestra/Eugene Ormandy, Rca Victor Red Seal - Miglior interpretazione solista di musica classica con orchestra (Grammy) 1973
- Beethoven, Piano Concertos Nos. 1-5. Artur Rubinstein, London Philharmonic Orchestra/Daniel Barenboim, RCA - Grammy Award al miglior album di musica classica e Miglior interpretazione solista di musica classica con orchestra (Grammy) 1977
- Tchaïkovsky, Concerto No. 1 - Rubinstein/Leinsdorf/Boston Symphony Orchestra, 1963 RCA Victor - Miglior interpretazione solista di musica classica con orchestra (Grammy) 1964

## Incisioni complete
Elenco di tutte le incisioni, ripetute in diverse occasioni:
- Isaac Albéniz: Córdoba; Evocación (da Iberia); Navarra; Sevillanas; Triana.
- Johann Sebastian Bach: Toccata, Adagio e Fuga in C major, BWV 564 (arr. Busoni); Chaconne in D minor, BWV 1004 (arr. Busoni).
- Ludwig van Beethoven: Sonata in C major, Op. 2, n. 3; Sonata in C minor, Op. 13 Pathétique; Piano concerto n. 1 in C major, Op. 15; Piano concerto n. 2 in B-flat major, Op. 19; Sonata per violino e piano in F major, Op. 24 Spring; Sonata in C-sharp minor, Op. 27, n. 2 Moonlight; Sonata per violino e piano in G major, Op. 30, n. 3; Sonata in E-flat major, Op. 31, n. 3; Piano concerto n. 3 in C minor, Op. 37; Sonata per violino e piano in A major, Op. 47 Kreutzer; Sonata in C major, Op. 53 Waldstein; Sonata in F minor, Op. 57 Appassionata; Piano concerto n. 4 in G major, Op. 58; Piano concerto n. 5 in E-flat major, Op. 73 Emperor; Sonata in E-flat major, Op. 81a "Les Adieux"; Piano Trio in B-flat major, Op. 97 Archduke.
- Johannes Brahms: Piano Sonata n. 3 in F Minor, Op. 5; Piano Trio in B major, Op. 8; Four Ballades, Op. 10; Piano Concerto in D minor, Op. 15; Piano Quartet in G minor, Op. 25; Piano Quartet in A major, Op. 26; Piano Quintet in F minor, Op. 34a; Cello Sonata in E minor, Op. 38; Wiegenlied, Op. 49, n. 4; Piano Quartet in C minor, Op. 60; Capriccio in B minor, Op. 76, n. 2; Intermezzo in A minor, Op. 76, n. 7; Sonata per violino e piano in G major, Op. 78; Rhapsody in B minor, Op. 79, n. 1; Rhapsody in G minor, Op. 79, n. 2; Piano Concerto in B-flat major, Op. 83; Piano Trio in C major, Op. 87; Cello Sonata in F major, Op. 99; Sonata per violino e piano in A major, Op. 100; Piano Trio n. 3, Op. 101; Sonata per violino e piano in D minor, Op. 108; Intermezzo in E minor, Op. 116, n. 5; Intermezzo in E major, Op. 116, n. 6; Intermezzo in E-flat major, Op. 117, n. 1; Intermezzo in B-flat minor, Op. 117, n. 2; Intermezzo in C-sharp, Op. 117, n. 3; Intermezzo in A major, Op. 118, n. 2; Ballade in G minor, Op. 118, n. 3; Romance in F major, Op. 118, n. 5; Intermezzo in E-flat minor, Op. 118, n. 6; Intermezzo in E minor, Op. 119, n. 2; Intermezzo in C major, Op. 119, n. 3; Rhapsody in E-flat major, Op. 119, n. 4; Hungarian Dance in F minor, WoO 1, n. 4.
- Pëtr Il'ič Čajkovskij: Piano Concerto n. 1 in B-flat minor, Op. 23; Piano Trio in A minor, Op. 50.
- Emmanuel Chabrier: Scherzo-valse (da Pièces pittoresques).
- Fryderyk Chopin: 51 Mazurkas (Opp. 6, 7, 17, 24, 30, 33, 41, 50, 56, 59, 63, 67, 68, "à Émile Gaillard", "Notre temps"); 19 Nocturnes (Opp. 9, 15, 27, 32, 37, 48, 55, 62, 72 op. posth.); Étude in C-sharp minor, Op. 10, n. 4; Étude in E-flat minor, Op. 10, n. 5; Étude in C Minor, Op. 10, n. 12; Piano Concerto n. 1 in E minor, Op. 11; Fantasia on Polish Airs, Op. 13; Berceuse, Op. 16; 14 Waltzes (Opp. 18, 34, 64, 69, 70); Bolero, Op. 19; Scherzo n. 1 in B minor, Op. 20; Piano Concerto n. 2 in F minor, Op. 21 Funeral March; Andante Spianato e Grand Polonaise in E-flat major, Op. 22; Ballade n. 1 in G minor, op. 23; Étude in A-flat major, Op. 25, n. 1; Étude in F Minor, Op. 25, n. 2; Étude in F major, Op. 25, n. 3; Étude in E minor, Op. 25, n. 5; Polonaise n. 1 in C-sharp minor, Op. 26 n. 1; Polonaise n. 2 in E-flat minor, Op. 26 n. 2; 24 Preludes, Op. 28; Impromptu in A-flat major, Op. 29; Scherzo n. 2 in B-flat minor, Op. 31; Sonata in B-flat minor, Op. 35; Impromptu in F-sharp major, Op. 36; Ballade n. 2 in F major, op. 38; Scherzo n. 3 in C-sharp minor, Op. 39; Polonaise n. 3 in A major, Op. 40 n. 1; Polonaise n. 4 in C minor, Op. 40 n. 2; Tarantelle, Op. 43; Polonaise n. 5 in F-sharp minor, Op. 44; Prelude in C-sharp minor, Op. 45; Ballade n. 3 in A-flat major, op. 47; Fantaisie in F minor, Op. 49; Impromptu in G-flat major, Op. 51; Ballade n. 4 in F minor, op. 52; Polonaise n. 6 in A-flat major, Op. 53 Héroique; Scherzo n. 4 in E major, Op. 54; Berceuse in D-flat major, Op. 57; Sonata in B minor, Op. 58; Barcarolle, Op. 60; Polonaise-Fantasie in A-flat major, Op. 61; Fantasie-Impromptu in C-sharp minor, Op. 66; Trois nouvelles études.
- Claude Debussy: Prélude (da Suite Bergamasque); La soirée dans Grenade (da Estampes); Jardins sous la pluie (da Estampes); Masques; L'Isle joyeuse; Hommage à Rameau (da Images, I); Reflets dans l'eau (da Images, I); Poissons d'or (da Images, II); Mouvement (da Images, II); Danseuses de Delphes (da Préludes, I); La fille aux cheveux de lin (da Préludes, I); La cathédrale engloutie (da Préludes, I); Minstrels (da Préludes, I); La plus que lente; La terrasse des audiences du clair de lune (da Préludes, II); Ondine (da Préludes, II).
- Antonín Dvořák: Piano Quintet in A major, Op. 81; Piano Quartet in E-flat major, Op. 87.
- Manuel de Falla: Andaluza G. 37; Dance of Terror (da El amor brujo); Ritual Fire Dance (da El amor brujo); Dance of the Miller's Wife (da El sombrero de tres picos); Miller's Dance (da El sombrero de tres picos); Nights in the Gardens of Spain.
- Gabriel Fauré: Piano Quartet in C minor, Op. 15; Nocturne in A-flat major, Op. 33, n. 3.
- César Franck: Prélude, Choral et Fugue, M. 21; Sonata per violino e piano in A major; Symphonic Variations.
- George Gershwin: Prelude n. 2.
- Enrique Granados: Andaluza (da Danzas españolas, Op. 37); The Maiden and the Nightingale (Quejas o la maja y el ruiseñor, da Goyescas).
- Edvard Grieg: Elves' Dance, Op. 12, n. 4; Folk Song, Op. 12, n. 5; Piano Concerto in A minor, Op. 16; Ballade in G minor, Op. 24; Album Leaf in C-sharp minor, Op. 28, n. 4; Berceuse, Op. 38, n. 1; Spring Dance, Op. 38, n. 5; Folk Song, Op. 38, n. 2; Butterfly, Op. 43, n. 1; Little Bird, Op. 43, n. 4; Spring Dance, Op. 47, n. 6; Shepherd Boy, Op. 54, n. 1; March of the Dwarfs, Op. 54, n. 3; At the Cradle, Op. 68, n. 5.
- Franz Joseph Haydn: Andante with variations for piano in F minor, H. 17, n. 6.
- Franz Liszt: Piano Concerto in E-flat major, S. 124; Consolation in D-flat major, S. 172, n. 3; Harmonies poétiques et religieuses, S. 173, n. 7 Funérailles; Sonata in B minor, S. 178; Valse-Impromptu, S. 213; Valse oubliée n. 1, S. 215; Hungarian Rhapsody n. 10 in E major, S. 244; Hungarian Rhapsody n. 12 in C-sharp minor, S. 244; Mephisto Waltz n. 1, S. 514; Liebesträume, in A-flat major, S. 541, n. 3; Widmung (da Schumann, arr. Liszt, S. 566).
- Felix Mendelssohn: Piano Trio in D minor, Op. 49; Spinning Song, Op. 67, n. 4.
- Darius Milhaud: Ipanema (da Saudades do Brasil, n. 5); Sumaré (da Saudades do Brasil, n. 9); Larenjeiras (da Saudades do Brasil, n. 11).
- Federico Mompou: Cançones i dansas, n. 1 e n. 6.
- Wolfgang Amadeus Mozart: Piano Concerto in G major, K. 453; Piano Concerto in D minor, K. 466; Piano Concerto in C major, K. 467; Piano Quartet in G minor, K. 478; Piano Concerto in A major, K. 488; Piano Concerto in C minor, K. 491; Piano Quartet in E-flat major, K. 493; Rondo in A minor, K. 511.
- Francis Poulenc: Trois mouvements perpétuels, FP 14; Napoli, FP 40; Intermezzo for piano in D-flat major, FP 71, n. 2; Intermezzo in A-flat major, FP 118.
- Sergej Prokof'ev: Visions fugitives, Op. 22 (selezione); March (da L'amore delle tre melarance, Op. 33).
- Sergej Rachmaninoff: Prélude in C-sharp minor, Op. 3, n. 2; Piano Concerto n. 2 in C minor, Op. 18; Rhapsody on a theme of Paganini, Op. 43.
- Maurice Ravel: La vallée des cloches (da Miroirs); Valses nobles et sentimentales; Piano Trio in A minor; Forlane (da Le tombeau de Couperin).
- Anton Rubinstein: Barcarolle in G minor, Op. 50, n. 3; Barcarolle n. 4 in G major; Walse-Caprice in E-flat major.
- Camille Saint-Saëns: Piano Concerto in G minor, Op. 22.
- Franz Schubert: Fantasy in C major, D. 760 Wanderer; Minuetto da Sonata in G major, D. 894; Piano Trio in B-flat major, D. 898; Impromptu in G-flat major, D. 899, n. 3; Impromptu in A-flat major, D. 899, n. 4; Piano Trio n. 2, D. 929; Sonata in B-flat major, D. 960.
- Robert Schumann: Carnaval, Op. 9; Fantasiestücke, Op. 12; Symphonic Études, Op. 13; Träumerei (da Kinderszenen), Op. 15, n. 7 Kreisleriana, Op. 16; Fantasie in C major, Op. 17; Arabeske in C major, Op. 18; Novelette in F major, Op. 21 n. 1; Novelette in D major, Op. 21 n. 2; Novelette in D major, Op. 21, n. 5; Nachtstück in F major, Op. 23, n. 4; Romance in F-sharp major, Op. 28, n. 2; Piano Quintet in E-flat major, Op. 44; Piano Concerto in A minor, Op. 54; Piano Trio in D minor, Op. 63; The Prophet Bird (da Waldszenen), Op. 82.
- Alexander Scriabin: Nocturne for the Left-hand alone in D-flat, Op. 9, n. 2.
- Igor' Stravinskij: Three Scenes (da Petrouchka).
- Karol Szymanowski: Mazurka, Op. 50, n. 1; Mazurka, Op. 50, n. 2; Mazurka, Op. 50, n. 3; Mazurka, Op. 50, n. 4; Mazurka, Op. 50, n. 6; Symphonia Concertante, Op. 60.
- Heitor Villa-Lobos: Alegria na horta, (da Suite floral), A. 117, n. 3; Branquinha (da A Prole do bebê, I, A. 140, n. 1); Moreninha (da A Prole do bebê, I, A. 140, n. 2); Caboclinha (da A Prole do bebê, I, A. 140, n. 3); Negrinha (da A Prole do bebê, I, A. 140, n. 5); A pobresinha (da A Prole do bebê, I, A. 140 n. 6); O Polichinelo (da A Prole do bebê, I, A. 140, n. 7); A Bruxa (da A Prole do bebê, I, A. 140, n. 8).

## Riconoscimenti

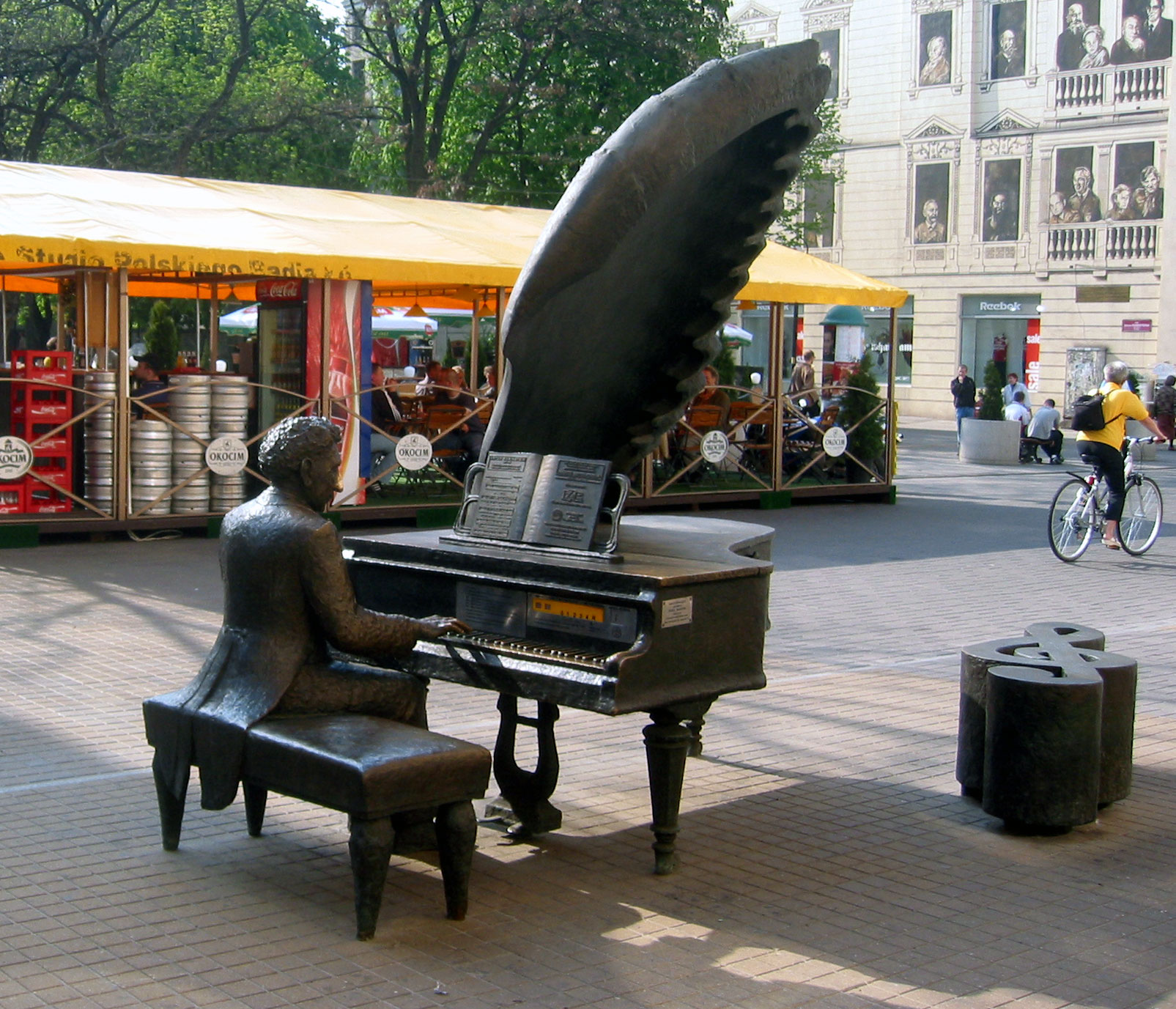
Statua bronzea raffigurante Rubinstein, in ulica Piotrkowska, via principale del centro di Łódź, sua città natale

- Premio musicale Léonie Sonning (1971; Danimarca)
- Kennedy Center Honors (1978)
- Premio Una vita nella musica da Assoc. "Omaggio a Venezia" con il patronato del Presidente della Repubblica, Venezia, Teatro La Fenice, 31 agosto 1979

Grammy Award for Best Chamber Music Performance:
- Pierre Fournier, Arthur Rubinstein & Henryk Szeryng for Schubert: Trios Nos. 1 in B-flat, Op. 99 and 2 in E-flat, Op. 100 (Piano Trios) (Grammy Awards of 1976)
- Pierre Fournier, Arthur Rubinstein & Henryk Szeryng for Brahms: Trios (Complete)/Schumann: Trio No. 1 in D Minor (Grammy Awards of 1975)
- Arthur Rubinstein for Beethoven: Sonatas No. 21 in C (Waldstein) and No. 18 in E-flat (Grammy Awards of 1960)

Grammy Award for Best Instrumental Soloist Performance (without orchestra):
- Arthur Rubinstein for 'Beethoven: Piano Sonata No. 18 in E-flat/Schumann: Fantasiestücke, Op. 12 (Grammy Awards of 1978)
- Arthur Rubinstein for Beethoven: Sonatas No. 21 in C (Waldstein) and No. 18 in E-flat (Grammy Awards of 1960)

Grammy Lifetime Achievement Award (1994)